# Hangelar
Hangelar ist ein Stadtbezirk der Stadt Sankt Augustin im nordrhein-westfälischen Rhein-Sieg-Kreis, zwischen dem Zentrum Sankt Augustins und dem Bonner Stadtbezirk Beuel gelegen.
Der Flugplatz Bonn/Hangelar gehört zu den ältesten Flugplätzen Deutschlands und wurde in beiden Weltkriegen als Militärflugplatz benutzt. Heute ist er vor allem bekannt als Hauptstandort der Bundespolizei und der Anti-Terror-Sondereinheit GSG 9 der Bundespolizei, der dort aufgrund der Nähe zum ehemaligen Regierungssitz eingerichtet wurde. Zudem ist er der größte Segelflugplatz der Region.
Nördlich an den Flugplatz angrenzend liegt das Naturschutzgebiet Hangelarer Heide. Hangelars Hauptstraße ist die Kölnstraße, von dieser zweigen sich alle anderen wichtigen Straßen ab.
Ortsvorsteher des Bezirks ist seit 2016 Wilfried Schwab als Nachfolger von Christiane Heilen, die das Amt von 2014 an innehatte.

## Geografie

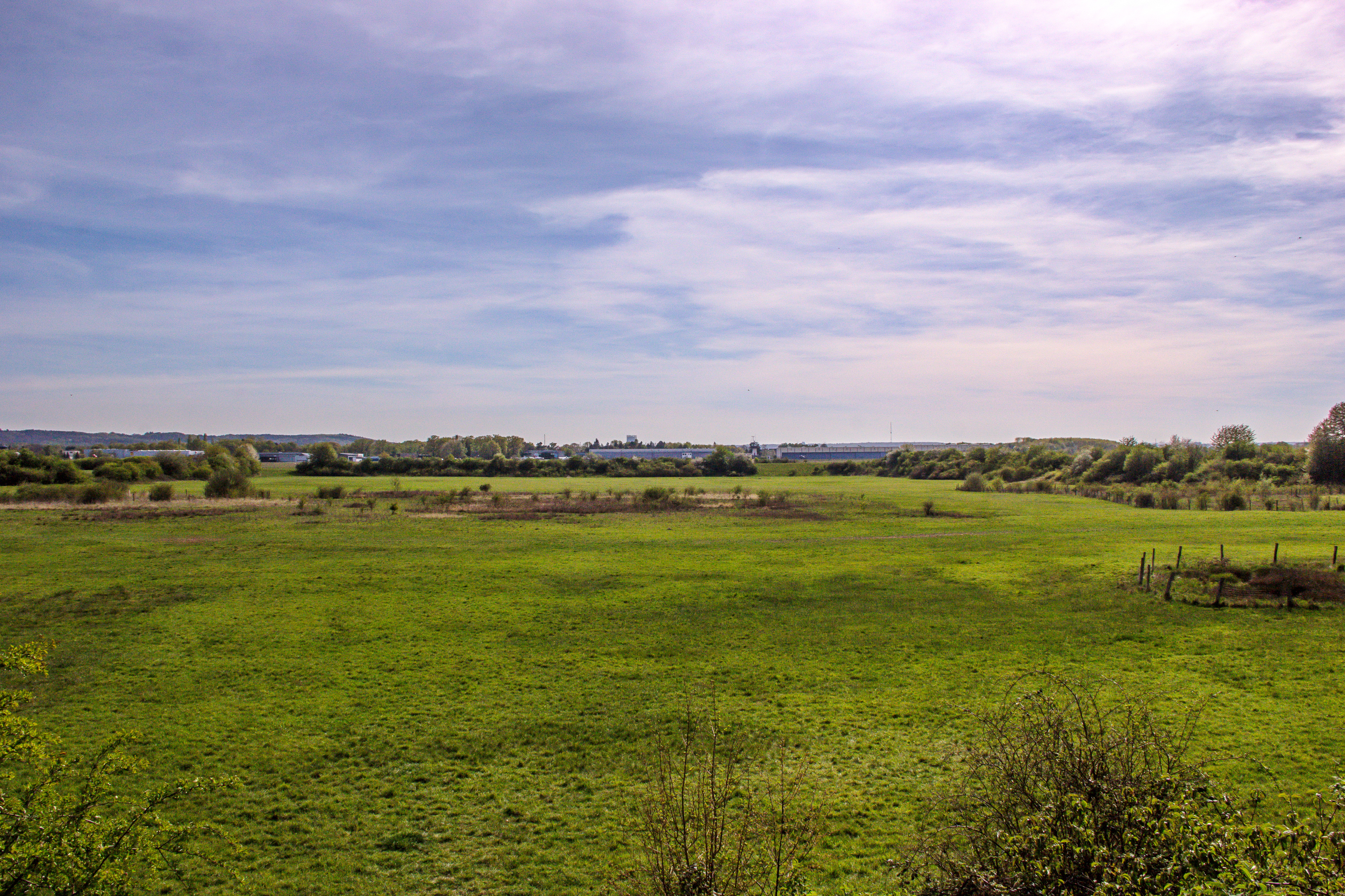
Hangelarer Heide

Hangelar liegt im Südosten der Kölner Bucht, innerhalb derer es sich naturräumlich den Menden-Hangelarer Terrassen zuordnen lässt, wobei die Ortschaft selbst sich etwas erhöht auf der durch eine Flugsanddecke überformten Mittelterrasse befindet. Diese stellt den Übergang zum sich nach Süden erstreckenden Pleiser Hügelland dar, an dessen Hängen der zu Hangelar gehörende Ortsteil Niederberg auf Höhenlagen bis gut 105 m ü. NHN reicht – die Gemarkung des heutigen Stadtbezirks insgesamt bis auf gut 150 m ü. NHN. Am oberen Ende von Niederberg liegt außerorts am Rande eines Waldgebietes das Gut Großenbusch.

## Geschichte

### 14. – 19. Jahrhundert
Der Name Hangelar taucht erstmals 1314 in einer Schwarzrheindorfer Urkunde auf, als ein Johannes de Hangelare zusammen mit anderen Schwarzrheindorfer Bewohnern mit den Schiffern zu Bonn und Beuel die freie Rheinfahrt aushandelte. 1327 wurde er mit seinem Sohn Winrich de Hangelar als Grundbesitzer in diesem Raum benannt.
1555 war Hangelar Honschaft in den vereinigten Kirchspielen Menden und Niederpleis im bergischen Amt Blankenberg. Um die Mitte des 17. Jahrhunderts führte die bergische Grundsteuerliste 296 Morgen Land in Hangelar auf.
1685 bestritt die Abtei Siegburg der Äbtissin von Vilich das Jagdrecht vor allem in Hangelar. Diese berief sich nun auf ein Weistum (eine Art dörfliche Rechtssatzung), das bewies, dass sie tatsächlich das Jagd- und Fischereirecht in Hangelar besaß. Dieses Weistum überliefert einige Flurnamen wie z. B. Schleuterbach, Wolfsbach oder den Kratenpohl, sagt aber letztlich nicht viel über Hangelar zu dieser Zeit aus.
So gibt es eine Karte, die vor 1689 gezeichnet wurde und die eine Darstellung von Hangelar bietet: An der Landstraße Bonn–Siegburg (der jetzigen Kölnstraße) liegen sichtbar 13 oder 14 Häuser, hinter denen sich Obstgärten befinden. Das vorletzte Gebäude scheint größer zu sein, so dass es sich hier um einen größeren Hof handeln muss. Eine Kapelle ist nicht verzeichnet. Hangelar lag genau zwischen Siegburg und Bonn, zwischen den Gabelungen Siegburg-Mülldorf/Niederpleis und Bonn/Meindorf/Vilich-Müldorf/Kohlkaul und damit verkehrsgeographisch an wichtiger Stelle.
Hangelar gehörte weltlich zum bergischen Amt Blankenberg, Gericht Geistingen, Kirchspiel Niederpleis, kirchlich zur alten Mutterpfarre Vilich im Dekanat Siegburg. Seit dem 18. Jahrhundert ist für Hangelar eine Gemeinde als Selbstverwaltungskörperschaft bezeugt. Sie wird im bergischen Territorium meistens Honschaft genannt.
Da die Äbtissin von Vilich ihren Zehnt einzog und der Landesherr ebenfalls, kam es hier bald zu Streitigkeiten, da die „Bemessungsgrundlagen“ etwas verworren waren. Dies war der Anlass für eine regelrechte Flurbereinigung, die 1787 stattfand.
Als der preußische König 1820 den Siegkreis bildete, setzte sich die Bürgermeisterei Menden aus acht Gemeinden zusammen, darunter auch die Gemeinde Hangelar. Das einstige Straßendorf entwickelte sich zu einem Haufendorf. 1844 wurde die alte Landstraße von Bonn nach Siegburg zu einer befestigten Chaussee ausgebaut. Bald schon trug die günstigere Verkehrsanbindung Hangelars zur ersten Ansiedlung von Industrieunternehmen bei.

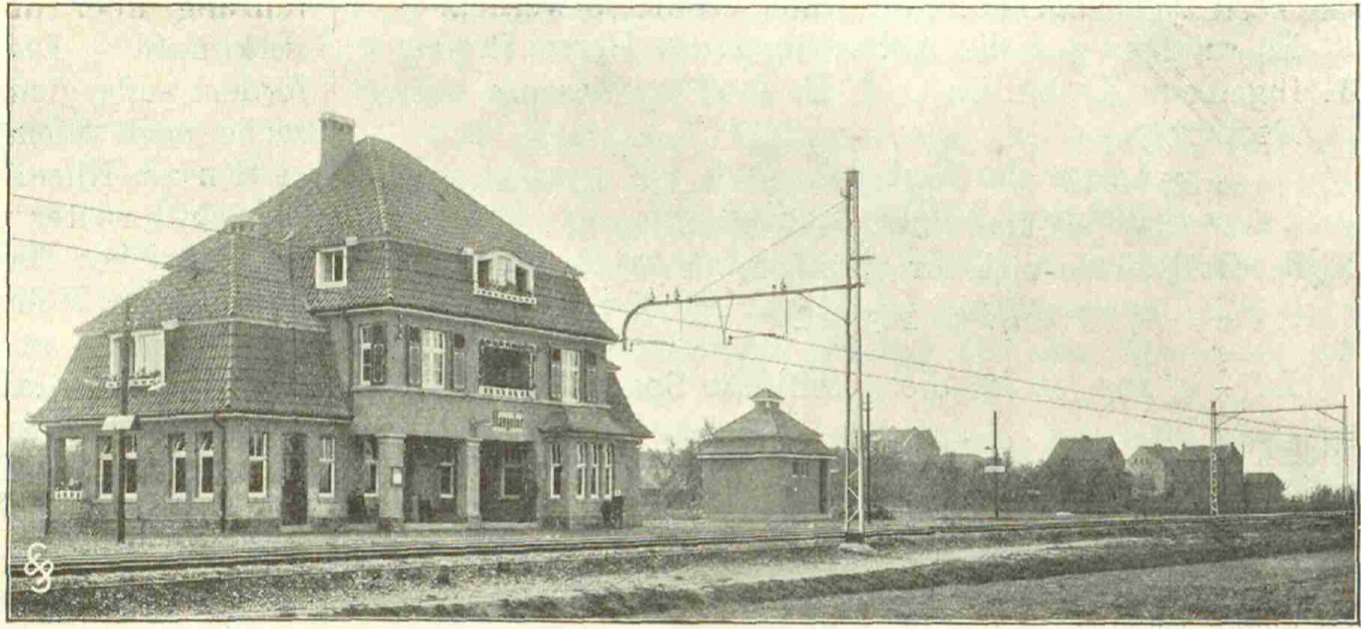
Bahnhof in Hangelar, kurz nach Fertigstellung 1912 (inzwischen Hangelar Mitte)

1891 wurde Hangelar durch die Bröltalbahn an das überregionale Eisenbahnnetz angebunden. 1911 fuhr erstmals die Straßenbahn Bonn–Siegburg. Hierdurch wurde eine noch bequemere Verbindung mit den Städten Bonn und Siegburg geschaffen.
Angebaut wurde in Hangelar Korn (Roggen), Gerste, Weizen, Hafer, Buchweizen, Rübsamen, Wicken, Bohnen und Flachs. Der Roggenanbau überwog deutlich. Erst im 20. Jahrhundert verschob sich das Verhältnis: Neben Roggen traten Hafer, Kartoffeln und Futterrüben.
Im 19. Jahrhundert setzte eine wirtschaftliche Aufwärtsentwicklung ein. Zu der üblichen Landwirtschaft kamen nun erste industrielle Unternehmen hinzu. Erfolgreich war etwa eine Ziegel- und Tonwarenfabrik, deren repräsentatives, mit Terracotta-Adlern verziertes Hauptgebäude in den 1970er Jahren zugunsten eines Parkes (zwischen Waldstraße und Großenbuschstraße) abgerissen wurde. Ab 1924 stellten Winkler & Dünnebier in einer Gießerei in Hangelar Gussteile her (heute weist nur noch der Gießereiweg auf dieses ehemalige Werk hin).

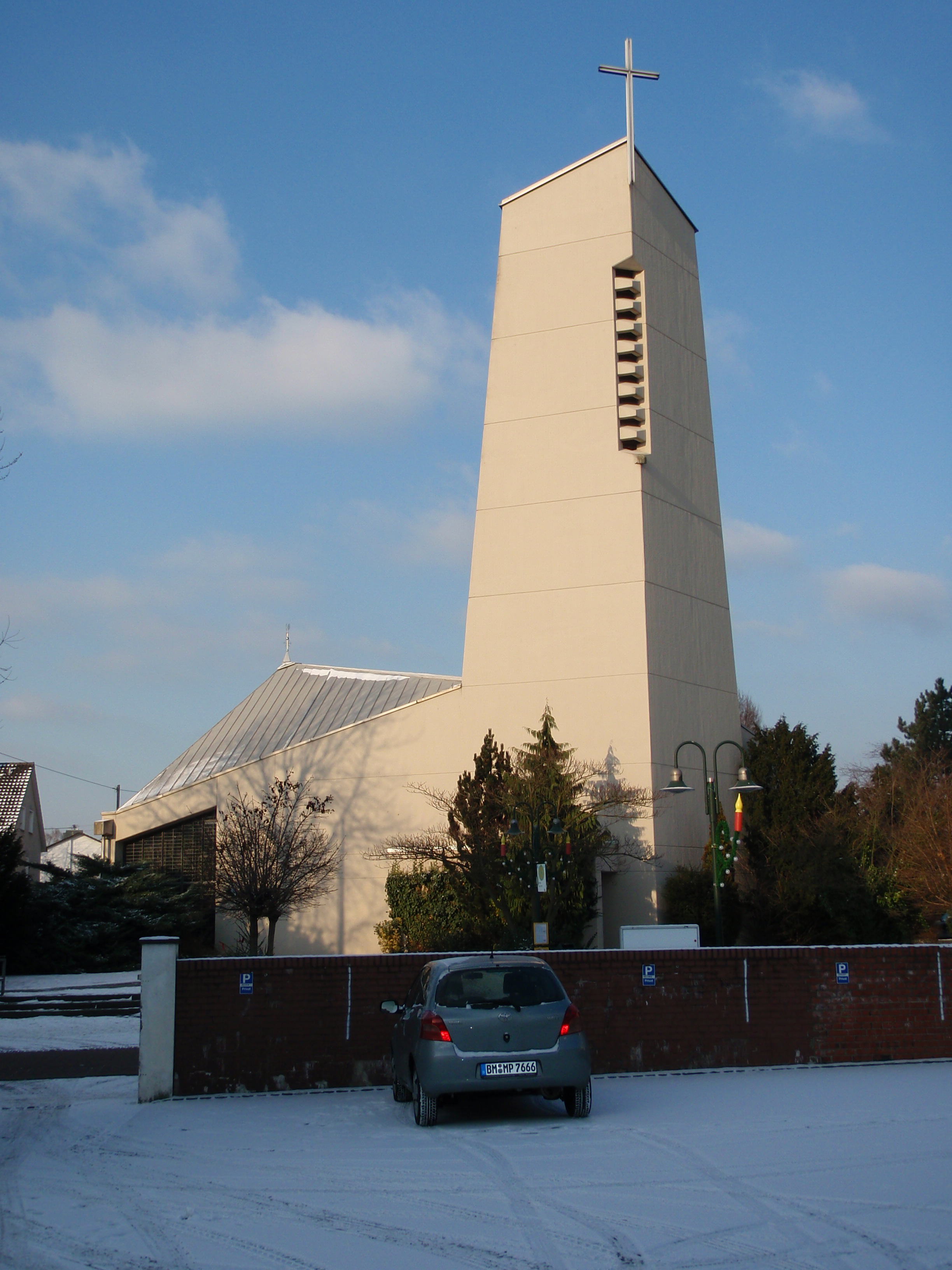
Kirche St. Anna von Hangelar

1898 wurde an der jetzigen Annastraße, Ecke Franz-Jacobi-Straße, die erste eigene Pfarrkirche St. Anna geweiht, da die Kapelle von 1791 (Vorgängerbau von 1743) an der jetzigen Kölnstraße, Ecke Kapellenstraße, zu klein geworden war. Hangelar wird 1899 Kapellengemeinde innerhalb der katholischen Pfarrei Vilich und 1911 selbständige Pfarrei.

### 20. Jahrhundert – heute
Der neugotische – für die kleine Dorfgemeinde ungewöhnlich prächtige – Bau der Pfarrkirche St. Anna wurde nach 1974 abgerissen. Wenige Ausstattungsstücke der alten Kirche wurden geborgen und in den 1974 geweihten Neubau zwischen der alten Kirche und der Kölnstraße integriert. Zu den kunsthistorischen Kostbarkeiten der St.-Anna-Kirche gehören eine spätgotische Anna-Selbdritt-Gruppe aus Italien mit ihrem neugotischen Gehäuse, ein neugotischer Taufstein mit Messinghaube, ein neugotischer Kruzifixus, der mit Figuren geschmückte Mittelteil des ehemaligen Hochaltares, ein neugotisches, von einem Bürger gestiftetes Reliquiar (Reliquien St. Anna und Joachim), ein mächtiges, ehemals neben der Kirche aufgestelltes, nun im östlichen Eingangsbereich angebrachtes Holzkreuz mit der Reliefdarstellung der Leidenswerkzeuge Christi sowie Teile der wertvollen expressionistischen Verglasung. Erhalten blieb das zeitgleich mit der St.-Anna-Kirche errichtete neugotische Eingangsportal des Friedhofes.

#### Exerzierplatz, Flughafen

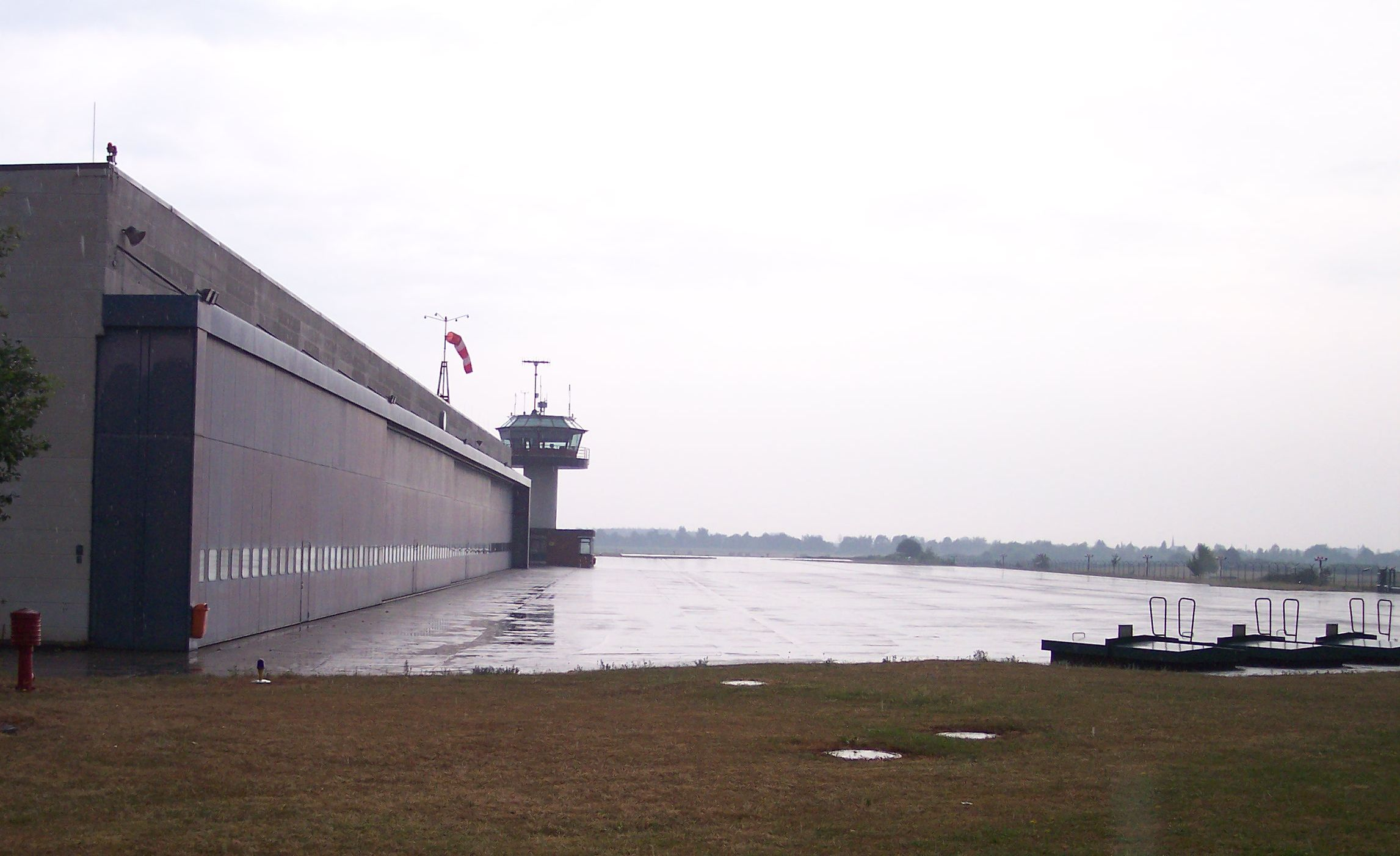
Flugplatz Bonn/Hangelar

Anfang des 20. Jahrhunderts wurde in der Hangelarer Heide ein Exerzierplatz angelegt, auf dem Paraden und militärische Übungen preußischer Truppen abgehalten wurden.
Erste Flugversuche auf der Hangelarer Heide gab es 1909, was oft als Geburt des Flugplatzes Hangelar gedeutet wird. Fritz Pullig hatte in der Exerzierhalle seines Bonner Infanterieregiments ein Gleitflugzeug konstruiert und es mit einem Pferdefuhrwerk auf die Hangelarer Heide geschafft. Am 17. Juli 1909 stieg er mit diesem Aeroplan für ca. 40 Sekunden in die Luft. Zwei Jahre später veranstaltete der damals gerade 18-jährige Bruno Werntgen mit einem Schaufliegen den ersten Hangelarer Flugtag. 1912 führte der den auf dem Hangelarer Exerzierplatz paradierenden Generalen seinen Flugapparat vor. Die Militärs erkannten die Bedeutung des Flugwesens und unterstützten zusammen mit der Gemeinde Hangelar Werntgens Gründung der ersten Fliegerschule Hangelar zur Ausbildung militärischer und ziviler Flugschüler.
Während des Ersten Weltkriegs diente der Flugplatz allein militärischen Zwecken. Das Verbot der Besatzungsmächte nach Kriegsende, Flugzeuge (mit Motoren) zu konstruieren, umgingen seit 1920 die deutschen Pioniere mit der Entwicklung des Segelflugzeuges.
Der bedeutendste Tag in der Geschichte des Sportflugplatzes Hangelar war der Osterdienstag 1930: Etwa 120.000 Menschen waren Zeuge der Landung des Luftschiffs Graf Zeppelin.
1935 beschlagnahmte das Nationalsozialistische Fliegerkorps den gesamten Besitz der Bonner Flieger einschließlich ihrer Flugzeuge. Das bedeutete auch das Ende des zivilen Flugsports in Hangelar bis 1951.
Der im Zweiten Weltkrieg völlig zerstörte Flugplatz wurde vom Aero-Club Siegburg wieder aufgebaut. In den Jahren darauf entstanden die Luftfahrerschule Hangelar und die Flugplatzgesellschaft Hangelar. Der Flugplatz Hangelar zählt nicht nur zu den ältesten Flugplätzen der Bundesrepublik, sondern sogar der Welt.

#### Massengrab von Hangelar

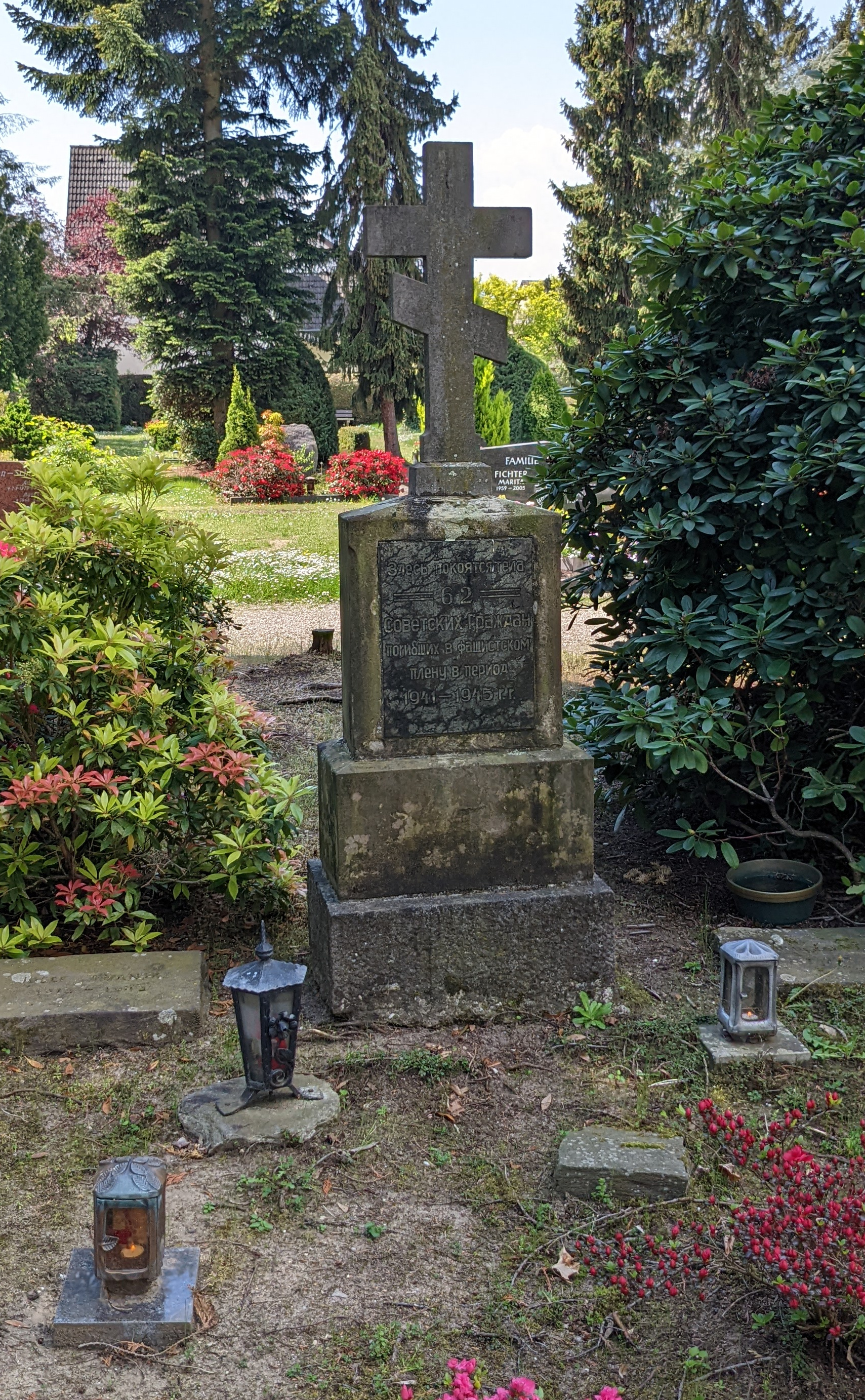
Mahnmal auf dem Friedhof in Hangelar für sowjetische Kriegsgefangene

Während des Krieges befand sich auf dem Gelände des Flugplatzes ein Lager sowjetischer Kriegsgefangener, an das noch heute auf dem Hangelarer Friedhof die sogenannten Russengräber erinnern. Offizielle Angaben sprechen von 62 in den Jahren 1941 bis 1945 umgekommenen Personen aus der Ukraine, aus Georgien, aus Aserbaidschan und anderen früheren Sowjetrepubliken. Zeitzeugenberichte gehen von deutlich mehr Toten aus. Das Grabmal stammt aus dem Jahr 1949 und wurde 2023 instandgesetzt.

#### Denkmal für Gefallene

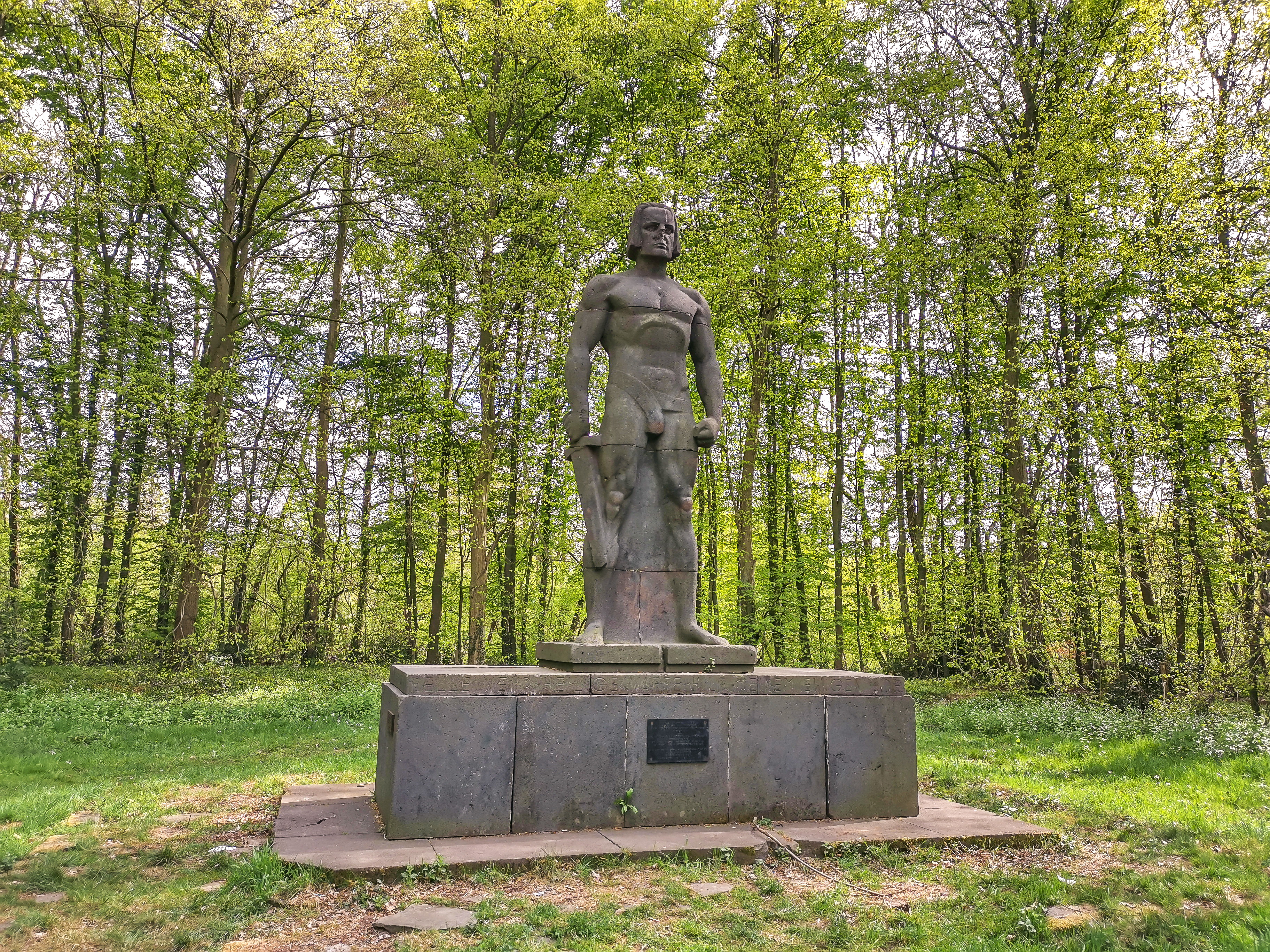
Siegfried-Statue, Ehrenmal für die gefallenen Soldaten des Ersten Weltkrieges

Zu den wenigen älteren Relikten im Bereich des „Alten Niederbergs“, westlich der Konrad-Adenauer-Straße in Richtung Birlinghoven gelegen, gehört die 1938 eingerichtete Anlage eines Denkmals für die gefallenen Soldaten des Ersten Weltkrieges. Halbkreisförmig von einer alleeartigen Baumstellung hinterfangen, steht die monumentale Figur eines idealisiert-mittelalterlich gestalteten Kriegers („Siegfried“ oder auch „Roland“ genannt) auf einem altarförmigen Unterbau mit martialischer Inschrift. Das aus Mayener Basaltlava gemeißelte Werk ist eine Schöpfung des Bildhauers Adalbert Hertel.

#### Enklave Bonn
Von 1949 bis 1955 gehörte die Gemeinde auch der Enklave Bonn an, ein der Alliierten Hohen Kommission unterstehendes Sondergebiet um den vorläufigen Regierungssitz der Bundesrepublik Deutschland. Um 1966 hatte in Hangelar (Niederberg) die Kanzlei der Botschaft der Republik Honduras in der Bundesrepublik Deutschland ihren Sitz (→ Eintrag in Botschaftsliste). Am 1. August 1969 wurde Hangelar ein Teil der neu gebildeten Gemeinde (seit 1977 Stadt) Sankt Augustin.
Mit der Hauptstadtfunktion Bonns beschleunigte sich die Entwicklung Hangelars immens. Der südlich der Bundesstraße 56 seit den späten 1950er Jahren angelegte Ortsteil Niederberg (nach der Anlage der südöstlichen Erweiterungen in den 1970er Jahren als „Alter Niederberg“ bezeichnet) spiegelte in seiner Bewohnerschaft diese Entwicklung wider – hier wohnten (und wohnen teilweise noch) Kaufleute, zahlreiche Diplomaten, Ministerialbeamte und andere Funktionsträger staatlicher oder staatsverwandter Institutionen.

#### Bundesgrenzschutz, Bundespolizei
Hangelar beheimatet seit 1951 den Bundesgrenzschutz (heute „Bundespolizei“). In dem am Ortsrand nach Bonn liegenden Bundespolizeistandort arbeiten auf einer Fläche von ca. 70 ha 2200 bis 2500 Bedienstete (Stand 2018). Somit ist Hangelar auch nach Verlegung des Regierungssitzes nach Berlin der größte Standort der Bundespolizei in der Bundesrepublik Deutschland.

#### 80er Jahre

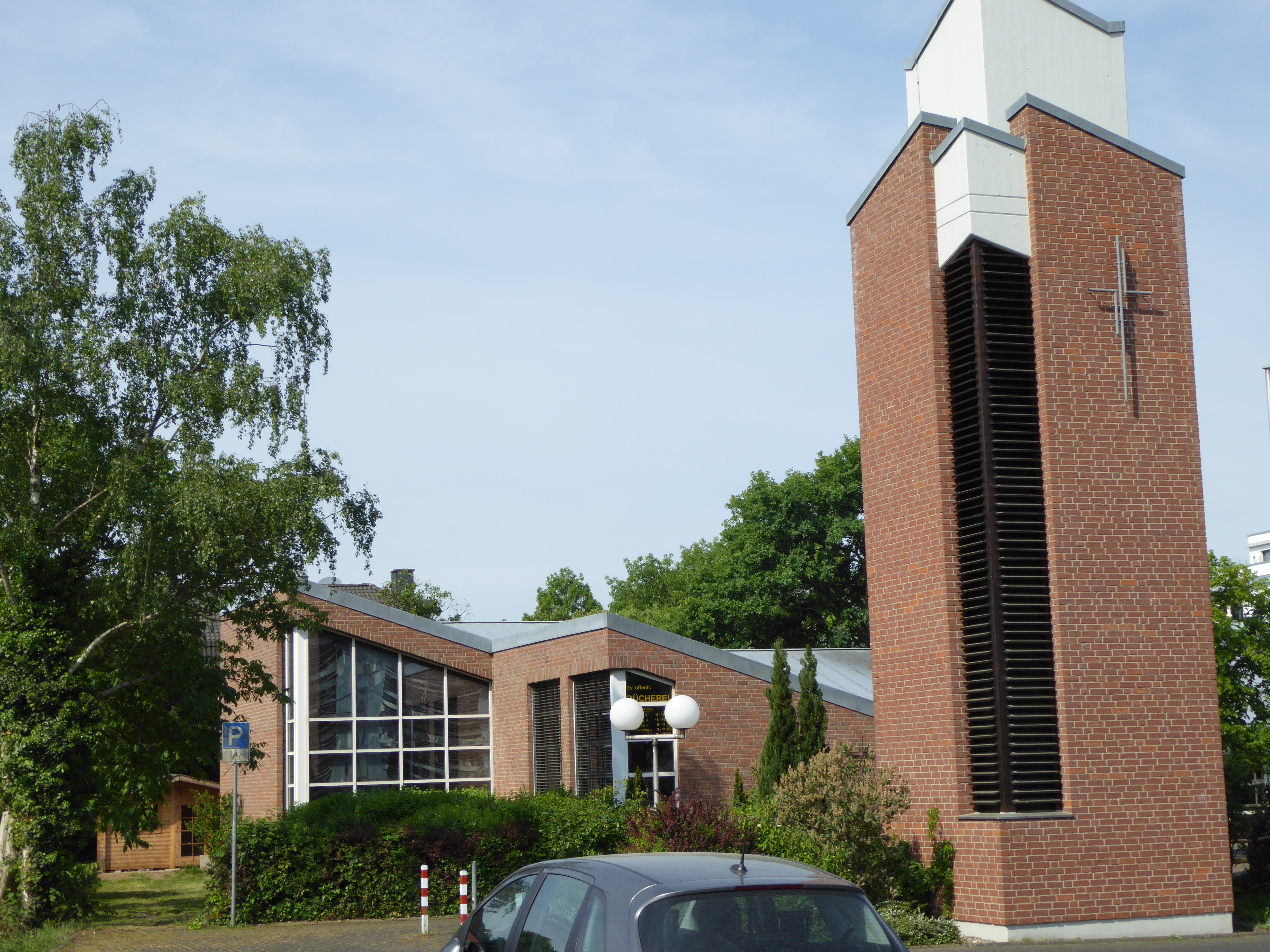
Evangelische Christuskirche

In der Ortsmitte unweit St. Anna entstand 1983/1984 die evangelische Christuskirche mit zwei farbigen Glasfenstern, Noah- und Christus-Fenster, von Eugen und Reiner Keller, ein Jahr darauf der freistehende Glockenturm. Die 1978 von Karl Schuke erbaute Orgel wurde dabei aus dem Gemeindehaus in die Christuskirche versetzt.

Die seit Oktober 1987 völlig umgestaltete und seitdem verkehrsberuhigte Kölnstraße lädt heute viele Hangelarer zum Einkaufsbummel ein. Zur Einweihung dieser feierten Kaufleute zusammen mit den Einwohnern ein Straßenfest, das den Grundstein für das spätere Hangelarer Spektakel legte. Seit 1992 wird das Fest jährlich vom Werbekreis Hangelar am ersten Wochenende im September veranstaltet.

#### Abschlussmesse des Weltjugendtages
Auf der Hangelarer Heide sollte ursprünglich die Abschlussmesse des Weltjugendtages 2005 stattfinden. Aufgrund starker Proteste, einer Klage von Umweltschützern (BUND) gegen die Genehmigung sowie der kostenintensiven Kampfmittelbeseitigung (Altlasten aus dem Zweiten Weltkrieg) auf dem Gelände wurde die Messe jedoch auf das Marienfeld in Kerpen, ca. 35 km westlich von Köln, verlegt.

## Einwohnerentwicklung
Entwicklung der Einwohnerzahlen von Hangelar:
| Jahr | Einwohner |
| ---- | --------- |
| 1816 | 276       |
| 1843 | 388       |
| 1871 | 576       |
| 1905 | 1049      |
| 1961 | 5567      |
| 2001 | 9548      |
| 2007 | 9195      |

## ÖPNV

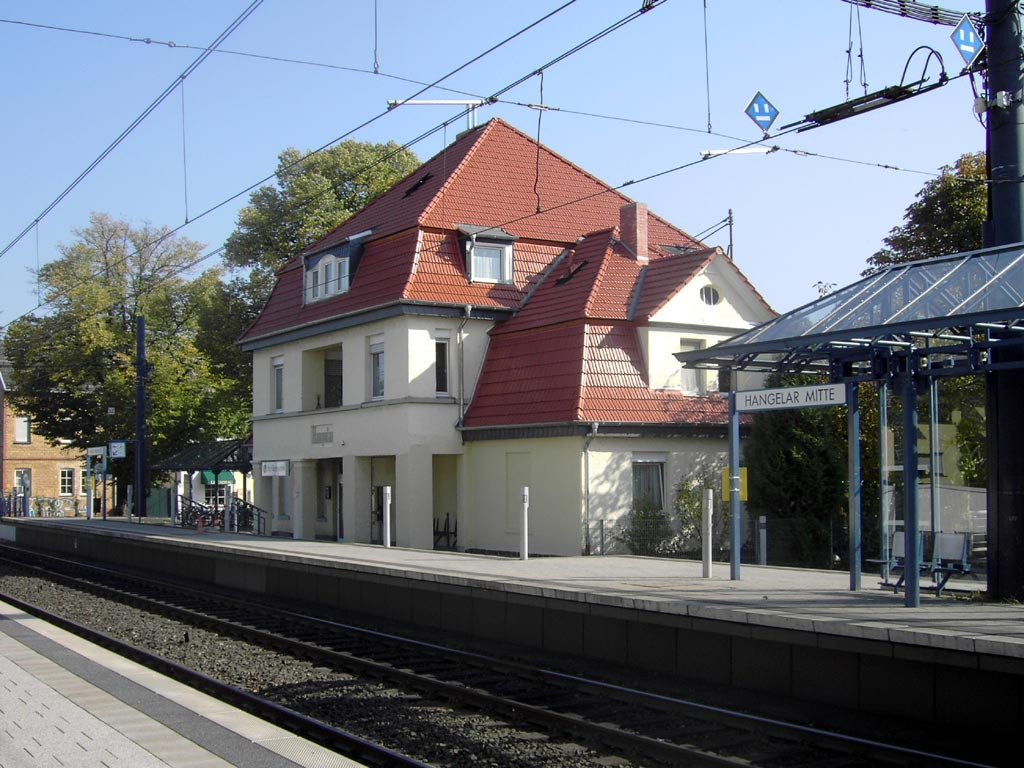
Stadtbahnhaltestelle Hangelar Mitte

Hangelar ist mit den Haltestellen Hangelar West, Hangelar Mitte und Hangelar Ost durch die Siegburger Bahn an das Netz der Bonner Stadtbahn angeschlossen. Des Weiteren fahren folgende Buslinien durch Hangelar:
| Linie | Linienverlauf |
| ----- | --- |
| 517   | Sankt Augustin Zentrum – Niederpleis – Großenbusch – Hangelar Ost                                                                                      |
| 518   | Sankt Augustin Zentrum – Großenbusch – Niederberg – Hangelar Grundschule                                                                               |
| 529   | (Pützchen – Hangelar –) Sankt Augustin Zentrum – Niederpleis – Hennef Bf (Nur vereinzelte Schulfahrten)                                                |
| 599   | Birlinghoven Pleistalwerk – Schmerbroich – Bonn Pützchen – Hangelar – Sankt Augustin Zentrum – Meindorf – Menden – Mülldorf – Niederpleis Pauluskirche |
| 635   | Bonn-Ramersdorf – Küdinghoven – Pützchen – Holzlar – Hangelar Ost                                                                                      |
| 636   | Bonn-Beuel Mitte – Küdinghoven – Ramersdorf – Holtorf – Gielgen – Hoholz – Hangelar Ost                                                                |

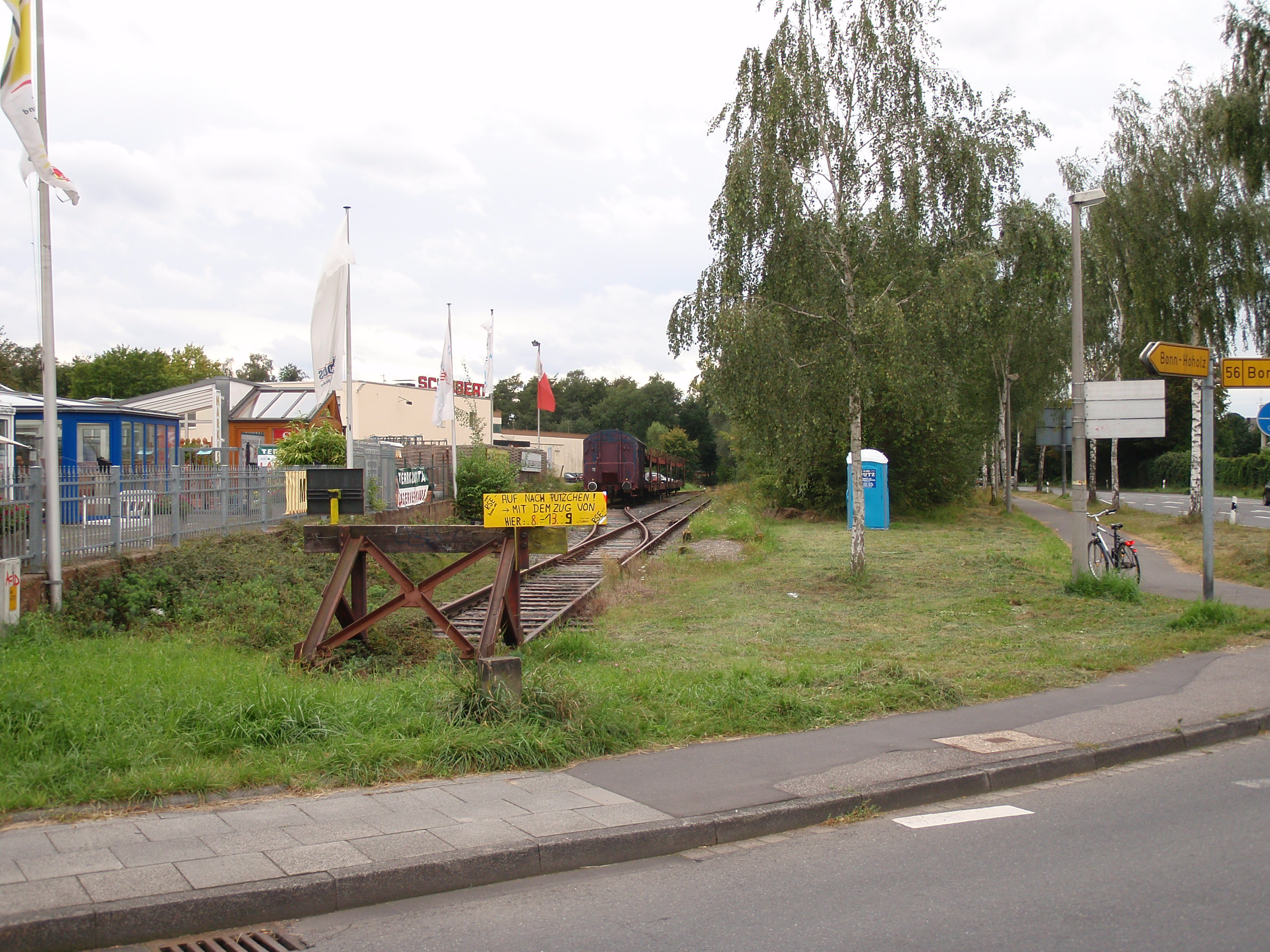
Bahnhof Hangelar der Kleinbahn, inzwischen nicht mehr genutzt.

Des Weiteren gibt es eine Haltestelle der Kleinbahn Beuel–Großenbusch. Auf dieser Strecke finden keine regelmäßigen Fahrten statt; lediglich bis 2019 Sonderfahrten zu Pützchens Markt durch einen Schienenbus der RSE.

## Persönlichkeiten
- Bruno Werntgen (1893–1913), Flugpionier, verunglückte tödlich bei der Erprobung einer eigenen Neukonstruktion auf der Hangelarer Heide
- Erich Hampe (1889–1978), Offizier und Präsident der Bundesanstalt für zivilen Luftschutz
- Egon Bahr (1922–2015), Politiker (SPD), lebte zeitweise in Hangelar[13]
- Adolf Kanter (1925–2004), Wirtschaftsberater, Lobbyist und MfS-Agent, lebte in Hangelar[14]
- Herbert Arz von Straussenburg (1926–2018), Diplomat, lebte auf dem Niederberg
- Franz Möller (1930–2018), Bundestagsabgeordneter und Landrat des Rhein-Sieg-Kreises
- Heribert Scharrenbroich (* 1940), ehemaliger Bundestagsabgeordneter und Staatssekretär
- Anke Riefers (* 1940), ehemalige Bürgermeisterin
- Frithjof Kühn (* 1943), ehemaliger Landrat des Rhein-Sieg-Kreises, lebt in Hangelar
- Jürgen Liminski (1950–2021), Journalist, Publizist und Buchautor
- Axel Werner (* 1964), kath. Theologe, Generalpräses des internationalen Kolpingwerks, 1993–1995 Kaplan in Hangelar
- Georg Schwikart (* 1964), Theologe und Autor
- Andrea Stullich (* 1965), Landtagsabgeordnete (CDU)
- Nathanael Liminski (* 1985), Chef der Staatskanzlei NRW
- Max Leitterstorf (* 1985), Bürgermeister von Sankt Augustin
- Lukas Kübler (* 1992), Fußballspieler

## Sonstiges
- Größter Sportverein des Ortes ist der Turnverein Hangelar 1962 e. V. mit 1350 Mitgliedern (Stand Mai 2020).